# Ines Schwerdtner
Ines Schwerdtner (Werdau, 26 de agosto de 1989) es una periodista y política alemana, colíder de La Izquierda desde octubre de 2024. Anteriormente fue editora en jefe de la edición en alemán de la revista socialista Jacobin de 2019 a 2023. Se unió a La Izquierda en agosto de 2023 y se postuló para las elecciones al Parlamento Europeo de 2024, pero no fue elegida.
Estudió ciencias políticas e inglés en la Universidad Libre de Berlín.

## Biografía

### Formación académica
Schwerdtner creció en Hamburgo desde los cuatro años. Estudió Ciencias Políticas y Filología Inglesa en la Universidad Libre de Berlín. Antes de unirse a la revista Jacobin, fue coordinadora general de la revista Das Argument y presentó el pódcast político halbzehn.fm. Ha publicado análisis y comentarios políticos en medios como Der Freitag y Analyse & Kritik. Entre 2019 y 2023, se desempeñó como editora en jefe de la edición en alemán de la revista socialista Jacobin.

### Política
En agosto de 2023, Schwerdtner se afilió a Die Linke. Ese mismo año, fue candidata en las elecciones al Parlamento Europeo de 2024, aunque no resultó electa. En octubre de 2024, asumió el cargo de copresidenta federal de Die Linke junto a Jan van Aken.

### Activismo
Schwerdtner ha estado involucrada en la iniciativa Deutsche Wohnen & Co. enteignen, que busca la expropiación de grandes corporaciones inmobiliarias en Berlín. Además, como representante oficial de Jacobin, fue una de las impulsoras de la campaña Genug ist Genug ("¡Basta ya!"), lanzada en 2022 en respuesta al aumento de precios tras la invasión rusa de Ucrania y la percepción de una acción gubernamental insuficiente para apoyar a las poblaciones más vulnerables.

## Vida personal
Schwerdtner reside en Berlín y es madre de un hijo. 